# Quinara (Loja)
Quinara ist eine Ortschaft und eine Parroquia rural („ländliches Kirchspiel“) im Kanton Loja der ecuadorianischen Provinz Loja. Die Parroquia besitzt eine Fläche von 147,7 km². Beim Zensus 2010 wurden 1384 Einwohner gezählt.

## Lage
Die Parroquia Quinara liegt in den Anden im Süden von Ecuador. Das Areal liegt in Höhen zwischen 1740 m und 3000 m. Der Río Piscobamba, Oberlauf des Río Catamayo, durchquert den äußersten Nordosten des Verwaltungsgebietes in nordnordwestlicher Richtung und entwässert dabei das gesamte Areal. Entlang der westlichen Verwaltungsgrenze verläuft ein 3000 m hoher Gebirgskamm in Nord-Süd-Richtung. Der 1580 m hoch gelegene Ort Quinara befindet sich 35 km südsüdwestlich der Provinzhauptstadt Loja am rechten Flussufer des Río Piscobamba. Etwa 6 km nördlich von Quinara befindet sich der größere Ort Vilcabamba. Die Fernstraße E682 (Loja–Palanda) führt östlich an Quinara vorbei.
Die Parroquia Quinara grenzt im Osten an die Parroquia Yangana, im Süden an die Provinz Zamora Chinchipe mit der Parroquia Valladolid (Kanton Palanda), im Südwesten an die Parroquia El Ingenio (Kanton Espíndola), im Westen an die Parroquia San Antonio de las Aradas (Kanton Quilanga) sowie im Norden an die Parroquia Vilcabamba.

## Orte und Siedlungen
In der Parroquia gibt es folgende Barrios: La Palmira, Quinara und Sahuaycu.

## Geschichte
Quinara war ursprünglich ein Barrio der Parroquia Yangana. Am 14. Februar 1995 wurde schließlich die Parroquia Quinara gegründet.